# باربارا پارتی
باربارا هال پارتی (زاده ۲۳ ژوئن ۱۹۴۰) استاد برجستهٔ زبان‌شناسی و فلسفه دانشگاه ماساچوست آمهرست (UMass) است.

## زندگی‌نامه
پارتی در انگلوود، نیوجرسی به دنیا آمد و در محلهٔ بالتیمور بزرگ شد. او خواهر کوچکتر دیک هال، بازیکن حرفه‌ای بیسبال است. پارتی وارد کالج سوارثمور شد و در رشتۀ ریاضیات تحصیل کرد و توانست مدرک ماینور خود را هم در زبان روسی و فلسفه به دست آورد. او دوران تحصیلات تکمیلی خود را در موسسه فناوری ماساچوست زیر نظر نوام چامسکی سپری کرد. رسالهٔ دکتری او در سال ۱۹۶۵ با عنوان فاعل و مفعول در انگلیسی مدرن بود.